# Danielle Tartakowsky
Pour les articles homonymes, voir Tartakowsky.
Danielle Tartakowsky, née le 16 octobre 1947 à Puteaux, est une historienne française.
Elle est spécialiste de l'histoire sociale et politique en France au XXe siècle, présidente du conseil scientifique du campus Condorcet depuis décembre 2022

## Biographie
Danielle Tartakowsky est la fille de Roland Tartakowsky, journaliste à l’Humanité, et Sophie Tartakowsky (née Lachminovitch), résistante et militante communiste. Son grand-père paternel, juif russe, est contraint de quitter la Russie en 1912 après plusieurs pogroms. Apatride, il s'installe à Paris en tant que maroquinier. Son frère, Pierre Tartakowsky, est né en 1952,.
Après un doctorat en histoire (1977) sous la direction de Claude Willard, Danielle Tartakowsky passe un doctorat d'État en histoire contemporaine (1994), sous la direction d'Antoine Prost.
Elle enseigne dans le secondaire de 1970 à 1984. Elle devient maître de conférences à l’université Paris 1 en 1984 et professeur des universités à l’université Paris-VIII en 1997.
Depuis 2013, elle est la présidente du Comité d'histoire de la ville de Paris,.
En 2012, elle est élue présidente de l'université Paris-VIII, fonction qu'elle occupe jusqu'en 2016,
Elle est la candidate du Parti communiste français lors des élections législatives de 1981 dans la 20e circonscription de Paris, qui regroupe alors les quartiers administratifs d'Auteuil et de la Muette dans le 16e arrondissement. Avec 2,22 % des voix, elle est battue lors du premier tour par le député sortant Georges Mesmin qui est réélu 74,44 %.

## Publications
- Les premiers communistes français : formation des cadres et bolchevisation, Paris, Presses de la Fondation nationale des sciences politiques, 1980, 215 p. (ISBN 2-7246-0439-3).
- Une histoire du P.C.F., Paris, Presses universitaires de France, coll. « Politique d'aujourd'hui », 1982, 126 p. (ISBN 2-13-037373-9).
- Le Front populaire. La vie est à nous, Paris, Gallimard, coll. « Découvertes Gallimard. Histoire » (no 275), 1996, 144 p. (ISBN 2-07-053330-1).
- Les manifestations de rue en France (1918-1968), Paris, Publications de la Sorbonne, coll. « Histoire de la France aux XIXe et XXe siècles » (no 42), 1997, 869 p. (ISBN 2-85944-307-X) .
- Le pouvoir est dans la rue. Crises politiques et manifestations en France, Paris, Éditions Aubier-Montaigne, coll. « Collection historique », 1998, 296 p. (ISBN 2-7007-2286-8).
- Nous irons chanter sur vos tombes. Le Père-Lachaise (XIXe – XXe siècle), Paris, Éditions Aubier-Montaigne, coll. « Collection historique », 1999, 275 p. (ISBN 2-7007-2310-4).
- La manif en éclats, Paris, La Dispute, coll. « Comptoir de la politique », 2004, 125 p. (ISBN 2-84303-089-7).
- La part du rêve. Histoire du 1er mai en France, Paris, Hachette littératures, 2005, 333 p. (ISBN 2-01-235771-7).
- Manifester à Paris - 1880-2010, Ceyzérieu, Champ Vallon, 2010 (ISBN 978-2-87673-535-4).
- Les droites et la rue. Histoire d'une ambivalence, de 1880 à nos jours, Paris, La Découverte, coll. « Cahiers libres », 2013, 221 p. (ISBN 978-2-7071-7817-6).
- Construire l'université au XXIe siècle : récits d'une présidence, Paris 8, 2012-2016, Paris, Éditions du Détour, 2017, 223 p. (ISBN 979-10-97079-02-4).
- L'Humanité, figures du peuple : une plongée dans les archives photographiques du journal (préf. Gérard Mordillat), Paris, Flammarion, 2017, 300 p. (ISBN 978-2-0813-9192-5).
- On est là ! La manif en crise, Paris, Éditions du Détour, 2020, 271 p. (ISBN 979-10-97079-65-9)[11].
- Les syndicats en leurs murs : Bourses du travail, maisons du peuple, maisons des syndicats, Ceyzérieu, Champ Vallon, 2024, 216 p. (ISBN 979-10-267-1203-9).

- direction d'ouvrages collectifs :
  - Paris Manif. Les manifestations de rue à Paris de 1880 à nos jours (catalogue d'exposition, Paris, Réfectoire des Cordeliers), Rennes, Presses universitaires de Rennes, 2011, 286 p. (ISBN 978-2-7535-1354-9).
- Histoire de la Rue : de l’antiquité à nos jours, Paris, Tallandier, 2022, 524 p. (ISBN 979-10-210-4115-8).

- en collaboration :
  - avec Joël Biard : La Grange-aux-Belles. Maison des syndicats (1906-1989), Paris, Éditions Créaphis, 2012.
  - avec Olivier Fillieule : La manifestation, Paris, Les Presses de Sciences Po, coll. « Contester » (no 2), 2006, 184 p. (ISBN 978-2-7246-1008-6).
  - avec Noëlle Gérôme : La Fête de l'Humanité. Culture communiste, culture populaire, Paris, Messidor et Les Éditions sociales, 1988, 340-32 p. (ISBN 2-209-06053-2)[12].
  - avec Vincent Lemire, Yann Potin et Laetitia Real-Moretto : Les correspondants de l'Humanité : regards photographiques, Paris, Le Seuil, 2022, 255 p. (ISBN 978-2-02-148097-9).
  - avec Michel Margairaz : 'L’État détricoté. De la Résistance à la République en marche, Paris, Éditions du Détour, 2018, 222 p. (ISBN 979-10-97079-33-8) ; réédition augmentée en 2020.
  - avec Michel Margairaz et Daniel Lefeuvre : "L'avenir nous appartient !". Une histoire du Front populaire, Paris, Larousse, 2006, 239 p. (ISBN 978-2-03-582633-6).
  - avec Michel Pigenet : Histoire des mouvements sociaux en France de 1814 à nos jours, Paris, La Découverte, 2012, 750 p..
  - avec Claude Willard : Des Lendemains qui chantent. La France des Années folles et du Front populaire, Paris, éditions Messidor, coll. « Histoire », 1986, 270 p. (ISBN 2-209-05757-4)  : réédition mise à jour et abrégée de Histoire de la France contemporaine. 5, 1918-1940, publié en 1980 aux Éditions sociales et Livre club Diderot, sous la direction de Jean Elleinstein.